# الفقراء أولاد عامر
الفقرا أولاد عامر هي قرية في إقليم برشيد منذ 2004 ضمن جهة الشاوية ورديغة بالغرب المغربي. كان مجموع عدد سكان الجماعة القروية الفقراء أولاد عامر 6.024 نسمة.(تعداد السكان الرسمي 2004)